# Saint-Bonnet-les-Oules
Saint-Bonnet-les-Oules là một xã trong tỉnh Loire miền trung nước Pháp.